# Wladimir Alexandrowitsch Abramow
Wladimir Alexandrowitsch Abramow (russisch Владимир Александрович Абрамов; * 5. April 2002 in Rostow am Don) ist ein russischer Fußballspieler.

## Karriere
Abramow begann seine Karriere beim FK Rostow. Im Juni 2020 debütierte er in der Premjer-Liga, als er am 23. Spieltag der Saison 2019/20 gegen den FK Sotschi in der Startelf stand. In jenem Spiel lief eine reine Jugendmannschaft der Rostower auf, nachdem die Profis aufgrund von COVID-Fällen unter Quarantäne gestellt worden waren. Rostow verlor die Partie mit 10:1.
Zur Saison 2020/21 wechselte er zu Lokomotive Moskau, wo er für die drittklassige Zweitmannschaft Lokomotive-Kasanka Moskau spielen sollte.